# Acropsilus minutus
Acropsilus minutus är en tvåvingeart som beskrevs av Jennifer L. Hollis 1964. Acropsilus minutus ingår i släktet Acropsilus och familjen styltflugor. Inga underarter finns listade i Catalogue of Life.